# Индија на Светском првенству у атлетици на отвореном 2015.
Индија је учествовала на Светском првенству у атлетици на отвореном 2015. одржаном у Пекингу од 22. до 30. августа петнаести пут, односно учествовала је на свим првенствима до данас. Репрезентацију Индије представљало 16 такмичара (7 мушкарца и 9 жена) који су се такмичили у 9 дисциплина (4 мушке и 5 женских).,.
На овом првенству такмичари из Индије нису освојили ниједну медаљу али су оборили два национална и три лична рекорд и остварили један најбољи национални и шест најбоља лична резултата сезоне. У табели успешности према броју и пласману такмичара који су учествовали у финалним такмичењима (првих 8 такмичара) Индија је са једним учесником у финалу делила 65. са 1 бодом.
| Плас. | Земља  | 1. место | 2. место | 3. место | 4. место | 5. место | 6. место | 7. место | 8. место | Бр. финал. | Бод. |
| ----- | ------ | -------- | -------- | -------- | -------- | -------- | -------- | -------- | -------- | ---------- | ---- |
| =65.  | Индија | 0        | 0        | 0        | 0        | 0        | 0        | 0        | 1        | 1          | 1    |

## Учесници
| Мушкарци: - Гурмет Синг — 20 км ходање - Чандан Синг — 20 км ходање - Баљиндер Синг — 20 км ходање - Сандеп Кумар — 50 км ходање - Маниш Синг — 50 км ходање - Inderjeet Singh — Бацање кугле - Викас Говда — Бацање диска | Жене: - Тинту Лука — 800 м, 4 х 400 м - Jaisha Orchatteri — Маратон - Суда Синг — Маратон - Лалита Шиваџи Бабар — Маратон, 3.000 м препоне - Jisna Mathew — 4 х 400 м - Debasree Majumdar — 4 х 400 м - Мачетира Раџу Поовама — 4 х 400 м - Кушбир Каур — 20 км ходање - Сапана Сапана — 20 км ходање |  |

## Резултати

### Мушкарци
| Атлетичар       | Дисциплина   | Лични рекорд | Квалификације     | Квалификације     | Финале                                    | Финале       | Детаљи                                    |
| Атлетичар       | Дисциплина   | Лични рекорд | Резултат          | Место             | Резултат                                  | Место        | Детаљи                                    |
| --------------- | ------------ | ------------ | ----------------- | ----------------- | ----------------------------------------- | ------------ | ----------------------------------------- |
| Гурмет Синг     | 20 км ходање | 1:20:35      |                   |                   | 1:25:22                                   | 35 / 50 (61) | Архивирано на веб-сајту (23. август 2015) |
| Чандан Синг     | 20 км ходање | 1:23:12      | 1:26:40           | 41 / 50 (61)      |                                           |              | Архивирано на веб-сајту (23. август 2015) |
| Баљиндер Синг   | 20 км ходање | 1:22:12      | није завршио трку | није завршио трку |                                           |              | Архивирано на веб-сајту (23. август 2015) |
| Сандеп Кумар    | 50 км ходање | 3:56:22 НР   | 3:57:03 ЛРС       | 26 / 38 (54)      | Архивирано на веб-сајту (29. август 2015) |              |                                           |
| Маниш Синг      | 50 км ходање | 4:02:08      | 3:57:11 ЛР        | 27 / 38 (54)      | Архивирано на веб-сајту (29. август 2015) |              |                                           |
| Inderjeet Singh | Бацање кугле | 20,65        | 20,47 кв          | 4. у гр. А        | 19,52                                     | 11 / 31      | Архивирано на веб-сајту (28. август 2015) |
| Викас Говда     | Бацање диска | 66,28 НР     | 63,86 кв          | 4. у гр. А        | 62,24                                     | 9 / 30 (31)  | Архивирано на веб-сајту (29. август 2015) |

### Жене
| Атлетичарка                                                      | Дисциплина       | Лични рекорд | Квалификације    | Квалификације    | Полуфинале            | Полуфинале            | Финале                                     | Финале       | Детаљи                                    |
| Атлетичарка                                                      | Дисциплина       | Лични рекорд | Резултат         | Место            | Резултат              | Место                 | Резултат                                   | Место        | Детаљи                                    |
| ---------------------------------------------------------------- | ---------------- | ------------ | ---------------- | ---------------- | --------------------- | --------------------- | ------------------------------------------ | ------------ | ----------------------------------------- |
| Тинту Лука                                                       | 800 м            | 1:59,17 НР   | 2:00,95 ЛРС      | 7. у гр 1        | Није се квалификовала | Није се квалификовала | Није се квалификовала                      | 25 / 44 (45) | Архивирано на веб-сајту (28. август 2015) |
| Jaisha Orchatteri                                                | Маратон          | 2:37:29 НР   |                  |                  |                       |                       | 2:34:43 НР                                 | 18 / 52 (67) | Архивирано на веб-сајту (30. август 2015) |
| Суда Синг                                                        | Маратон          | 2:42:12      | 2:35:35 ЛР       | 19 / 52 (67)     |                       |                       |                                            |              | Архивирано на веб-сајту (30. август 2015) |
| Лалита Шиваџи Бабар                                              | Маратон          | 2:38:21      | Није стартовала  | Није стартовала  |                       |                       |                                            |              | Архивирано на веб-сајту (30. август 2015) |
| Лалита Шиваџи Бабар                                              | 3.000 м препреке | 9:34,13 НР   | 9:27,86 кв, НР   | 4. у гр. 2       |                       |                       | 9:29,64                                    | 8 / 43 (45)  | Архивирано на веб-сајту (27. август 2015) |
| Jisna Mathew Тинту Лука2 Debasree Majumdar Мачетира Раџу Поовама | 4 x 400 м        | 3:26,89 НР   | 3:29,08 НРС      | 8. у гр 2        | Нису се квалификовале | 14 / 16               | Архивирано на веб-сајту (1. децембар 2015) |              |                                           |
| Кушбир Каур                                                      | 20 км ходање     | 1:31:40 НР   |                  |                  |                       |                       | 1:38:53                                    | 37 / 56 (62) |                                           |
| Сапана Сапана                                                    | 20 км ходање     | 1:35:36      | дисквалификована | дисквалификована |                       |                       |                                            |              |                                           |

- Атлетичарка означена бројем у штафети учествовала је и у појединачним дисциплинама